# William Abitbol
William Abitbol (n. 6 septembrie 1949) este un om politic francez, membru al Parlamentului European în perioada 1999-2004 din partea Franței. William Abitbol se ocupă de un blog personal.